# Наташкван
Наташква́н або ж Наташкуа́н (Natashquan) — містечко у адміністративному регіоні Північний Беріг провінції Квебек (Канада). За всеканадським переписом населення 2006 року нараховувало 264 мешканці.
Назва — індіанського походження. Індіанська резервація Наташкван розташована недалеко від містечка.
З 1996 Наташкван зв'язаний з рештою Квебеку автодорогою. Це — найпівнічніший населений пункт, куди можна доїхати автомобілем. Далі дороги нема.
У 1928 році у Наташквані народився знаменитий квебекський співак Жіль Віньйо.